# MIGRATE
MIGRATE (kratica za Massive Integration of power Elektronic devices; Masivna integracija energetsko elektronskih naprav) je mednarodni projekt, ki je primarno financiran s strani Evropske komisije v okviru programa Obzorje 2020. Namen projekta je priti do rešitev pri delovanju vseevropskega prenosnega električnega omrežja, ki se pretežno ali izključno oskrbuje iz obnovljivih virov. Projekt je sestavljen iz petih sklopov.

## WP5
Koordinator petega sklopa (WP5) je slovenski ELES, pri čemer v tem sklopu sodelujejo še naslednje znanstveno-raziskovalne ustanove: Tehnološka univerza v Talinu, Elering AS, Landsnet, Fingrid, TenneT, Amprion, Univerza Leibniz v Hannovru, Tehniška univerza v Berlinu, Scottish Power, Univerza v Manchestru, Univerzitetni kolidž Dublin, Tehnološka univerza v Delftu, Schneider Electric, Ecole Nationale Supérieure d’Arts et Métiers, ETH Zürich, Univerza v Ljubljani, Elektroinštitut Milan Vidmar, EnSiEL in CIRCE Foundation.
GLavni cilj tega sklopa je "razviti simulacijsko platformo za preučevanje nastanka, širjenja in posledic višjih harmonikov ter izboljšanja kakovosti električne energije v omrežjih z energetsko elektroniko v prihodnosti".